# Michael Douglas

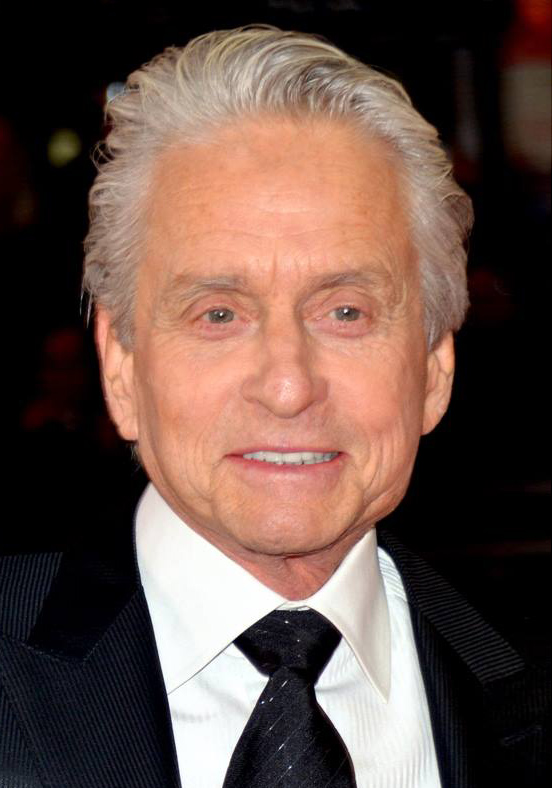
Michael Douglas (2016)

Michael Kirk Douglas (* 25. September 1944 in New Brunswick, New Jersey) ist ein US-amerikanischer Schauspieler, Filmproduzent und zweifacher Oscar-, vierfacher Golden-Globe sowie einmaliger Emmy-Preisträger. Er zählt zu den führenden Charakterdarstellern in Hollywood.

## Leben

### Kindheit und erste Auftritte
Michael Douglas ist der älteste Sohn des Schauspielers Kirk Douglas und dessen erster Frau Diana Dill. Sein jüngerer Bruder ist der Filmproduzent Joel Douglas.
Michael Douglas besuchte die Eaglebrook School in Deerfield, Massachusetts. Nach einem Studium an der University of California, Santa Barbara ging Douglas Mitte der 1960er nach New York, wo er sich am Neighbourhood Playhouse und dem American Place Theater zum Schauspieler und Regisseur ausbilden ließ. 1969 gab Douglas in Hail, Hero! sein Leinwanddebüt, für das er eine Nominierung für den Golden Globe als bester Nachwuchsdarsteller erhielt.

### Schauspielkarriere
Als Produzent des Films Einer flog über das Kuckucksnest wurde er 1975 mit dem Oscar für den besten Film ausgezeichnet. Sein Vater Kirk Douglas hatte ursprünglich die Rechte erworben, um den gleichnamigen Roman auf die Bühne zu bringen und zu verfilmen. Zwar spielte Kirk 1963 bei der Uraufführung des Theaterstücks die Hauptrolle, ihm gelang es jedoch nicht, ein Filmstudio für eine Produktion zu begeistern. Schließlich überließ er seinem Sohn Michael die Filmrechte, der den Film als Produzent dann zusammen mit Saul Zaentz und mit großem Erfolg realisierte. Produziert wurde mit der Firma Fantasy Films, die im Besitz eines Distributionsvertrags mit United Artists war. Der Film erhielt eine Reihe von Auszeichnungen, darunter die Oscars in den fünf wichtigsten Kategorien – den sogenannten Big Five.

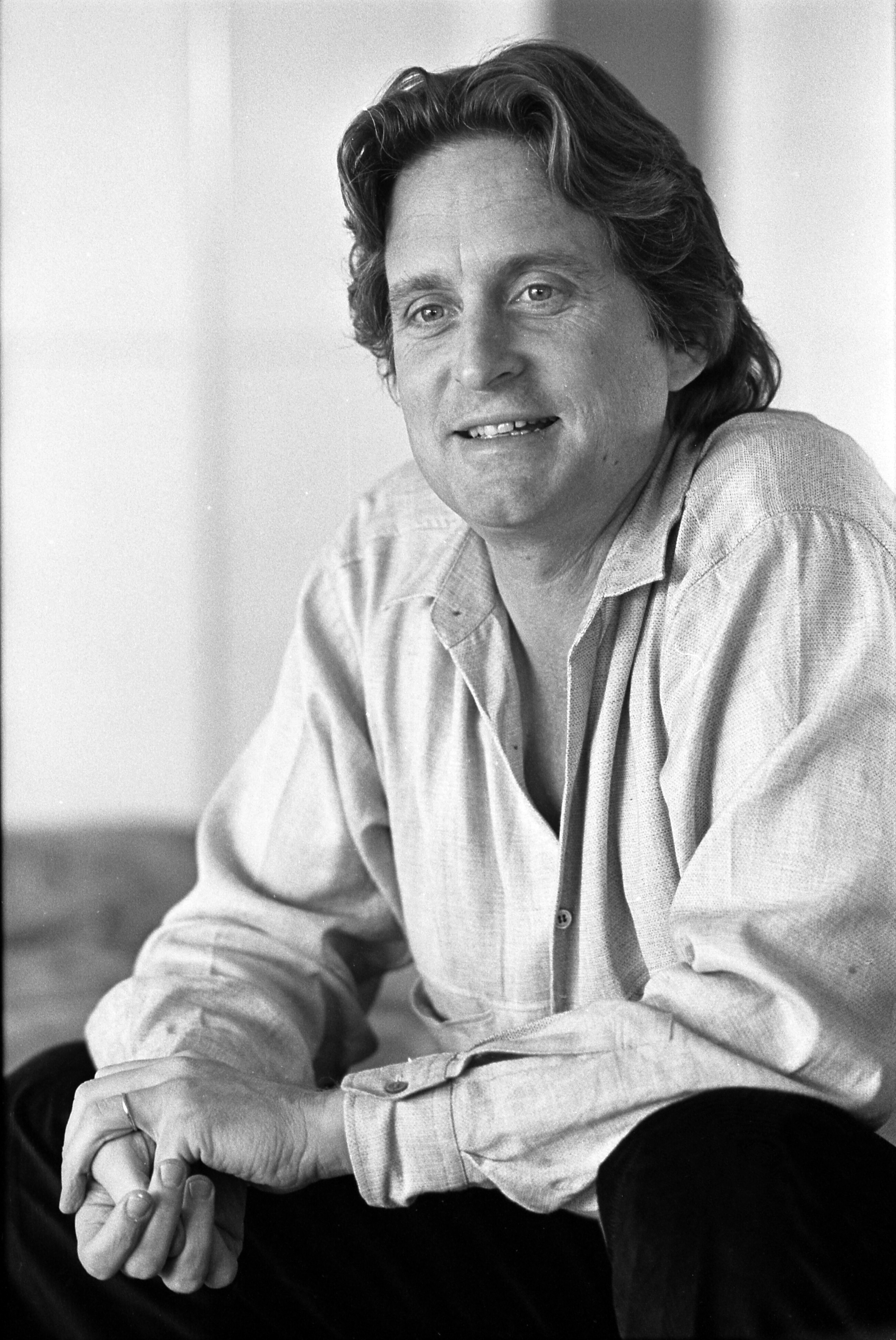
Michael Douglas (1984)

Der Durchbruch als Schauspieler gelang Michael Douglas an der Seite von Karl Malden mit der Fernsehserie Die Straßen von San Francisco (1972–1977), in der er von Beginn bis 1976 als Inspector Steve Heller zu sehen war. Dafür wurde er mit drei Emmys ausgezeichnet. Es folgten Rollen in den Erfolgsfilmen Das China-Syndrom, Auf der Jagd nach dem grünen Diamanten und Auf der Jagd nach dem Juwel vom Nil, die ebenfalls von Douglas produziert wurden. 1988 erhielt er für Wall Street den Oscar als bester Hauptdarsteller. Ein Jahr später gründete er die Produktionsfirma Stonebridge Entertainment, die er 1994 in Douglas-Reuther Productions umbenannte.

Douglas’ Hand- und Schuhabdrücke vor Grauman’s Chinese Theatre

In den frühen 1990er Jahren vollzog Douglas einen Image-Wechsel. Auf eher leichte Komödien wie Auf der Jagd nach dem Juwel vom Nil oder Der Rosenkrieg folgten fortan verstärkt kontroverse Filme wie Basic Instinct, David Finchers The Game, Falling Down – Ein ganz normaler Tag oder Traffic – Macht des Kartells, die ihm viel Kritikerlob und auch kommerziellen Erfolg bescherten.
2003 stand er für Es bleibt in der Familie erstmals gemeinsam mit seinem Vater Kirk und seinem Sohn Cameron vor der Kamera.
Die britische Ausgabe des Empire Magazines wählte Douglas im Oktober 1997 auf Platz 74 der „100 größten Schauspieler aller Zeiten“. Michael Douglas ist neben Laurence Olivier der einzige, der sowohl einen Oscar als Hauptdarsteller (Wall Street) als auch für den besten Film (Einer flog über das Kuckucksnest) besitzt. 2008 erhielt Douglas im Alter von 64 Jahren vom American Film Institute den Preis für das Lebenswerk, nachdem bereits seinem Vater Kirk 18 Jahre zuvor die gleiche Ehre zuteilgeworden war. Diese Auszeichnung wurde am 11. Juni 2009 in Los Angeles vergeben. Die Titelrolle in Steven Soderberghs Fernsehfilm Liberace – Zu viel des Guten ist wundervoll (2013) brachte Douglas einen Emmy und Golden Globe ein. Einen weiteren Golden Globe erhielt Douglas Anfang Januar 2019 für seine Leistungen in der Netflix-Serie The Kominsky Method.
In den Marvel-Filmen Ant-Man (2015), Ant-Man and the Wasp (2018), Avengers: Endgame (2019) und Ant-Man and the Wasp: Quantumania (2023) verkörperte Douglas neben Paul Rudd wiederholt die Rolle des Physikers Henry „Hank“ Pym.

### Privates

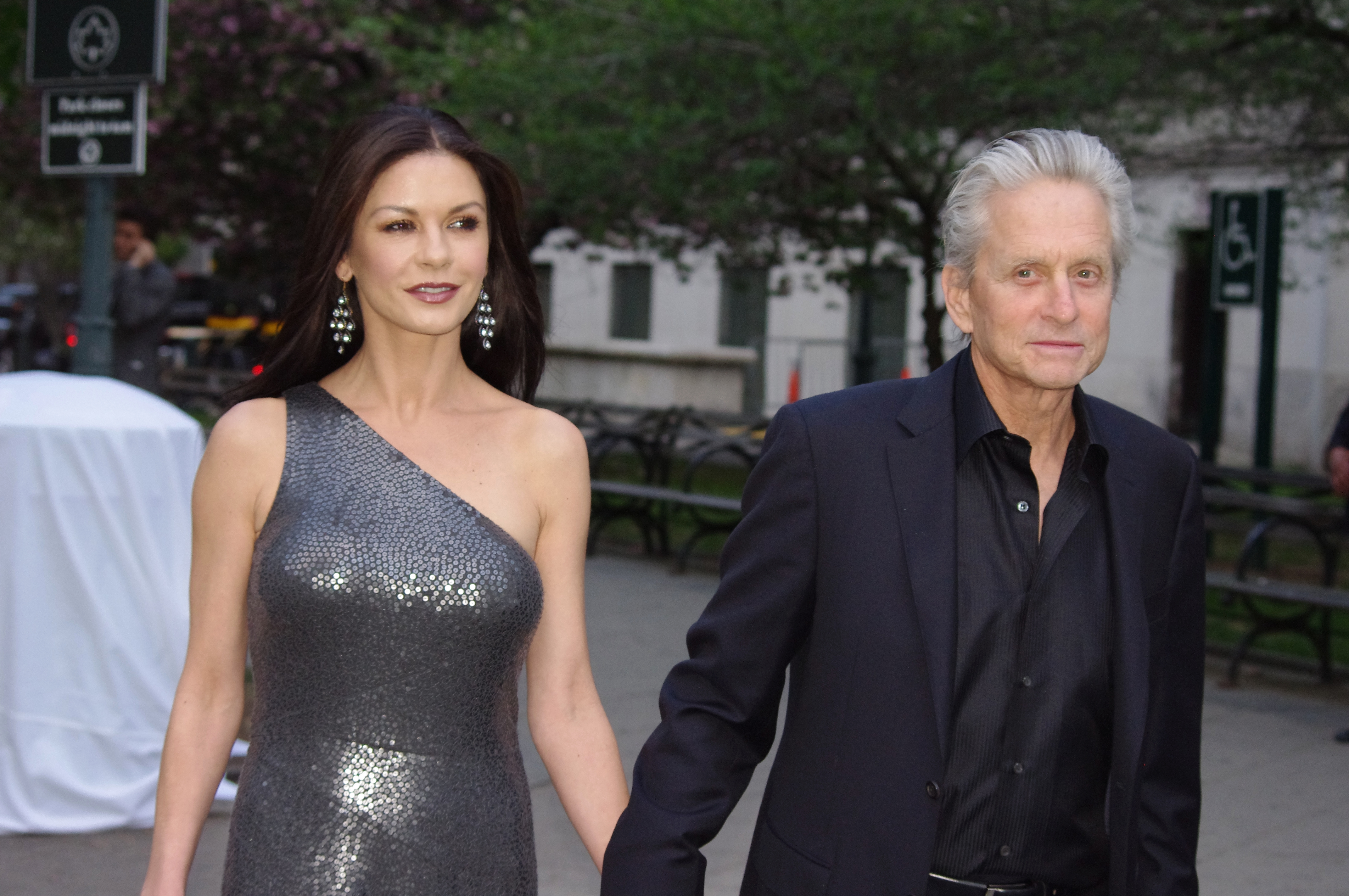
Douglas mit seiner Ehefrau Catherine Zeta-Jones (2012)

In den 1970er Jahren hatte Douglas eine mehrjährige Beziehung mit der Schauspielerin Brenda Vaccaro (* 1939). Von 1977 bis 2000 war Douglas mit Diandra Luker (* 1955) verheiratet. Sie haben einen Sohn (Cameron, * 1978). Douglas heiratete am 18. November 2000 die Schauspielerin Catherine Zeta-Jones (* 1969). Mit ihr hat er einen Sohn und eine Tochter.
2010 gab Douglas bekannt, dass er an Krebs erkrankt sei. Er sagte zunächst, dass es sich dabei um Kehlkopfkrebs handle, der durch Humane Papillomviren (HPV) ausgelöst worden sei, mit denen er sich beim Cunnilingus infiziert habe.
Im Oktober 2013 stellte Douglas dann in einem Interview mit Samuel L. Jackson in einer britischen Talkshow klar, dass dies nicht die Wahrheit war. Tatsächlich sei er seinerzeit an dem deutlich gefährlicheren Zungenkrebs im fortgeschrittenen Stadium erkrankt. Auch Zungenkrebs kann durch HPV ausgelöst werden.
Douglas unterzog sich einer Strahlen- und Chemotherapie. 2011 vermeldete Douglas, dass der Tumor ganz verschwunden sei.

## Deutsche Synchronstimme
Seit Die Straßen von San Francisco wird Douglas beinahe ausnahmslos von Volker Brandt synchronisiert. Bei der Verleihung der Goldenen Kamera 1990 sprach Brandt sogar live für Michael Douglas, seit dieser Zeit stehen die beiden Schauspieler in gutem Kontakt.

## Filmografie
- 1966: Der Schatten des Giganten (Cast a Giant Shadow)
- 1969: CBS Playhouse (Fernsehreihe, Folge The Experiment)
- 1969: Hail, Hero!
- 1970: Adam at Six A.M.
- 1971: Summertree
- 1972: Flucht in die Wildnis (Napoleon and Samantha)
- 1972: Nightfall – Stimmen der Angst (When Michael calls)
- 1972–1976: Die Straßen von San Francisco (The Streets of San Francisco, Fernsehserie, 98 Folgen)
- 1975: Einer flog über das Kuckucksnest (One Flew Over the Cuckoo’s Nest, Produzent)
- 1978: Coma
- 1979: Das China-Syndrom (The China Syndrome, auch Produzent)
- 1979: Running
- 1983: Ein Richter sieht rot (The Star Chamber)
- 1984: Auf der Jagd nach dem grünen Diamanten (Romancing the Stone, auch Produzent)
- 1985: A Chorus Line
- 1985: Auf der Jagd nach dem Juwel vom Nil (The Jewel of the Nile, auch Produzent)
- 1987: Wall Street
- 1987: Eine verhängnisvolle Affäre (Fatal Attraction)
- 1989: Black Rain
- 1989: Der Rosenkrieg (The War of the Roses)
- 1990: Flatliners – Heute ist ein schöner Tag zum Sterben (Flatliners) (Produzent)
- 1992: Wie ein Licht in dunkler Nacht (Shining Through)
- 1992: Basic Instinct
- 1993: Falling Down – Ein ganz normaler Tag (Falling Down)
- 1994: Enthüllung (Disclosure)
- 1995: Hallo, Mr. President (The American President)
- 1996: Der Geist und die Dunkelheit (The Ghost and the Darkness, auch Produzent)
- 1997: The Game
- 1998: Ein perfekter Mord (A Perfect Murder)
- 2000: Die WonderBoys (Wonder Boys)
- 2000: Traffic – Macht des Kartells (Traffic)
- 2001: Eine Nacht bei McCool’s (One Night at McCool’s)
- 2001: Sag’ kein Wort (Don’t Say a Word)
- 2002: Will & Grace (Fernsehserie, Folge 4x22 Fagel Attraction)
- 2003: Ein ungleiches Paar (The In-Laws)
- 2003: Es bleibt in der Familie (It Runs in the Family)
- 2005: The Ride Down to Mt. Morgan
- 2006: The Sentinel – Wem kannst du trauen? (The Sentinel)
- 2006: Ich, Du und der Andere (You, Me and Dupree)
- 2007: King of California
- 2009: Solitary Man
- 2009: Der Womanizer – Die Nacht der Ex-Freundinnen (The Ghost of Girlfriends Past)
- 2009: Gegen jeden Zweifel (Beyond a Reasonable Doubt)
- 2010: Wall Street: Geld schläft nicht (Wall Street: Money Never Sleeps)
- 2011: Phineas und Ferb (Phineas and Ferb, Zeichentrickserie, eine Folge)
- 2012: Haywire
- 2013: Liberace – Zu viel des Guten ist wundervoll (Behind the Candelabra)
- 2013: Last Vegas
- 2014: Das grenzt an Liebe (And So It Goes)
- 2014: The Reach: In der Schusslinie (Beyond the Reach)
- 2015: Ant-Man
- 2017: Unlocked
- 2017: Flatliners
- 2018: Animal World
- 2018: Ant-Man and the Wasp
- 2018–2021: The Kominsky Method (Fernsehserie)
- 2019–2022: Grünes Ei mit Speck (Green Eggs and Ham, Zeichentrickserie, 23 Folgen, Stimme)
- 2019: Avengers: Endgame
- 2021, 2023: What If…? (Fernsehserie, zwei Folgen, Stimme)
- 2023: Ant-Man and the Wasp: Quantumania
- 2024: Franklin (Miniserie)

## Auszeichnungen (Auswahl)
Oscar

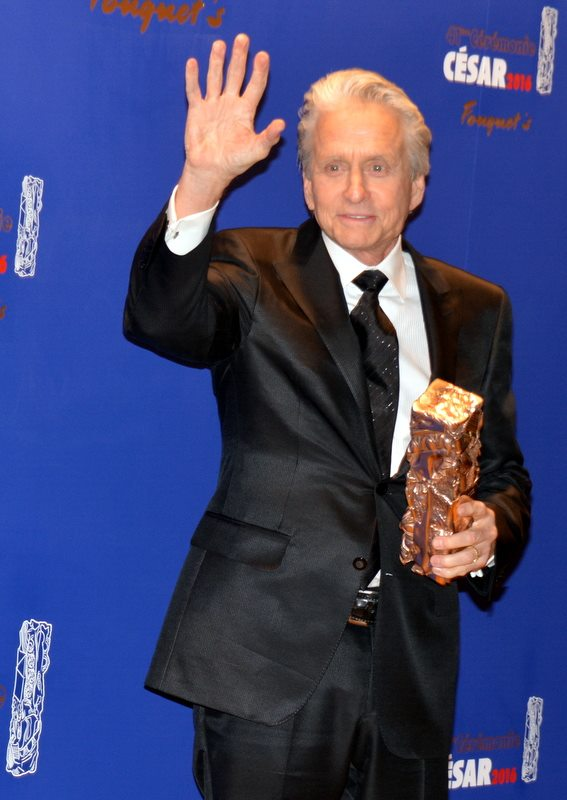
Michael Douglas mit dem Ehrencésar (2016)

- 1976: Bester Film für Einer flog über das Kuckucksnest
- 1988: Bester Hauptdarsteller für Wall Street

Golden Globe
- 1970: Nominierung in der Kategorie Bester Nachwuchsdarsteller für Hail, Hero!
- 1975: Nominierung in der Kategorie Bester Serien-Hauptdarsteller – Drama für Die Straßen von San Francisco
- 1988: Bester Hauptdarsteller – Drama für Wall Street
- 1990: Nominierung in der Kategorie Bester Hauptdarsteller – Komödie oder Musical für Der Rosenkrieg
- 1996: Nominierung in der Kategorie Bester Hauptdarsteller – Komödie oder Musical für Hallo, Mr. President
- 2001: Nominierung in der Kategorie Bester Hauptdarsteller – Drama für Die WonderBoys
- 2004: Cecil B. DeMille Award für das Lebenswerk
- 2011: Nominierung in der Kategorie Bester Nebendarsteller für Wall Street: Geld schläft nicht
- 2014: Bester Hauptdarsteller – Mini-Serie oder TV-Film für Liberace – Zu viel des Guten ist wundervoll
- 2019: Bester Serien-Hauptdarsteller – Komödie oder Musical für The Kominsky Method
- 2020: Nominierung in der Kategorie Bester Serien-Hauptdarsteller – Komödie oder Musical für The Kominsky Method

Emmy
- 1974: Nominierung in der Kategorie Bester Nebendarsteller in einer Dramaserie für Die Straßen von San Francisco
- 1975: Nominierung in der Kategorie Bester Nebendarsteller in einer Dramaserie für Die Straßen von San Francisco
- 1976: Nominierung in der Kategorie Bester Nebendarsteller in einer Dramaserie für Die Straßen von San Francisco
- 2002: Nominierung in der Kategorie Bester Gastdarsteller in einer Comedyserie  für Will & Grace
- 2013: Bester Hauptdarsteller in einer Mini-Serie oder Fernsehfilm für Liberace – Zu viel des Guten ist wundervoll
- 2019: Nominierung in der Kategorie Bester Hauptdarsteller in einer Comedyserie für The Kominsky Method
- 2020: Nominierung in der Kategorie Bester Hauptdarsteller in einer Comedyserie für The Kominsky Method
- 2021: Nominierung in der Kategorie Bester Hauptdarsteller in einer Comedyserie für The Kominsky Method

Satellite Award
- 2000: Bester Hauptdarsteller – Komödie/Musical für Die WonderBoys
- 2010: Nominierung in der Kategorie Bester Hauptdarsteller – Drama für Solitary Man
- 2014: Bester Darsteller in einer Miniserie oder einem Fernsehfilm für Liberace – Zu viel des Guten ist wundervoll
- 2019: Nominierung in der Kategorie Bester Hauptdarsteller – Komödie/Musical für The Kominsky Method
- 2022: Nominierung in der Kategorie Bester Hauptdarsteller – Komödie/Musical für The Kominsky Method

Weitere
- 1975/1976: Goldener Bravo Otto in der Kategorie Männlicher TV-Star
- 1987: National Board of Review Award in der Kategorie Bester Hauptdarsteller für Wall Street
- 1988: People’s Choice Award in der Kategorie Favorite Motion Picture Actor
- 1988: David di Donatello in der Kategorie Bester ausländischer Darsteller für Wall Street
- 1988: Nastro d’Argento in der Kategorie Bester ausländischer Darsteller für Wall Street
- 1989: Nominierung für den British Academy Film Award in der Kategorie Bester Hauptdarsteller für Eine verhängnisvolle Affäre
- 1989: Jupiter in der Kategorie Bester Darsteller
- 1990: Goldene Kamera in der Kategorie Schauspieler – International für Wall Street und Eine verhängnisvolle Affäre
- 1993: Nominierung für die Goldene Himbeere in der Kategorie Schlechtester Schauspieler für Basic Instinct und Wie ein Licht in dunkler Nacht
- 1997: Preis des Internationalen Filmfestivals von San Sebastián für das Lebenswerk
- 1998: César für das Lebenswerk
- 1998: Preis des Internationalen Filmfestivals Karlovy Vary für seinen herausragenden künstlerischen Beitrag zum Weltkino
- 2000: Los Angeles Film Critics Association Award in der Kategorie Bester Hauptdarsteller für Die WonderBoys
- 2001: Screen Actors Guild Award in der Kategorie Bestes Schauspielensemble für Traffic – Macht des Kartells
- 2001: Nominierung für den British Academy Film Award in der Kategorie Bester Hauptdarsteller für Die WonderBoys
- 2007: National Board of Review Award für das Lebenswerk
- 2009: Preis des American Film Institutes für das Lebenswerk
- 2010: Golden Icon Award des Zurich Film Festivals für das Lebenswerk[14]
- 2013: Critics’ Choice Television Award in der Kategorie Bester Hauptdarsteller in einem Fernsehfilm oder einer Miniserie für Liberace – Zu viel des Guten ist wundervoll
- 2014: Screen Actors Guild Award in der Kategorie Bester Darsteller in einem Fernsehfilm oder Miniserie für Liberace – Zu viel des Guten ist wundervoll
- 2016: César für das Lebenswerk
- 2016: Nominierung für den Saturn Award in der Kategorie Bester Nebendarsteller für Ant-Man
- 2018: Stern auf dem Hollywood Walk of Fame  (6259 Hollywood Blvd.)[15]
- 2023: Internationale Filmfestspiele von Cannes: Goldene Palme – Ehrenpreis[16]

## Dokumentation
- Michael Douglas – Am Anfang war der Name. Regie: Amine Mestari, ARTE F, Frankreich, 53 Minuten, 2022